# Emilio Díaz Moreu Irisarry
Emilio Díaz-Moreu Irisarry (Sevilla, 1879 - ? 9 de maig de 1953) fou un militar i polític espanyol, fill d'Emilio Díaz-Moreu Quintana, militar i polític andalús establert a Alacant. Fou un destacat membre de la fracció demòcrata del Partit Liberal, liderada primer per José Canalejas y Méndez i després pel comte de Romanones i Manuel García Prieto.
Fou un dels principals cacics liberals de la província d'Alacant juntament amb Trinitario Ruiz Valarino, i fou elegit diputat a les eleccions generals espanyoles de 1910 per Alacant i a les de 1923 per Almeria. També fou nomenat governador civil de la província de Pontevedra el 1914 i ho seria de la província de Lleó el 1931.